# Rimner Gábor
Rimner Gábor (Budapest, 1954. január 18. –) magyar hírszerző, aki 1973 és 1981 között a CIA-nek kémkedett Magyarországon.

## Pályafutása
Édesapja UNESCO diplomataként teljesített külszolgálatot Szudánban. Rimner már kiutazása előtt, 11 éves korában jól haladt a nyelvtanulásban. Nyugdíjasként is az arab nyelvjárások egyik ismert szakértője. 17 évesen azzal a kéréssel fordult a Kartúmba akkreditált amerikai kulturális attaséhoz, hogy segítsen neki stockholmi ösztöndíját kaliforniaira cserélni, illetve ott egyetemi felvételhez jutni. A diplomata felismerve Rimner kommunista-ellenességét, meggyőzte őt, hogy Magyarországra visszatérve tehet a legtöbbet a hazájáért.
Az amerikai Központi Hírszerző Ügynökség, a CIA képezte ki. Fő feladatának a Magyarországon állomásozó szovjet csapatokról való információgyűjtést jelölték meg.
Rimner 1973-ban tért haza Magyarországra, s nyelvtudását kamatoztatva tolmácsként kezdett dolgozni. Először a Belügyminisztérium adott neki kezdetben kisebb, majd egyre komolyabb feladatokat, de hamarosan a Külügyminisztérium és a Honvédelmi Minisztérium is foglalkoztatni kezdte. A CIA által eredetileg 10 évre tervezett beépülési ideje a töredékére csökkent. Ebben az időszakban a Szovjetunió – egy nemzetközi botrányt elkerülendő – Magyarországon oktatta a Líbiának titokban eladott lokátorok leendő kezelőszemélyzetét. Rimner líbiai tiszteknek fordított, de munkája során felfigyelt egy bolgár cég által szállított, különös vasszerkezetre is, melyről azt valószínűsítette, hogy amerikai célpontok elérésére is alkalmas ballisztikus rakéták tartozéka lehet. Rimner legnagyobb "fogása" az ICBM rakéták tárolására szolgáló szovjet támaszpont felfedése volt, ahol 1974-ben beazonosított egy ballisztikus rakéták szállítására alkalmas járművet. A nukleáris töltetet is hordozni képes, kimondottan támadó fegyvernek minősülő rakéták magyarországi hadrendbe állítását 1990-ig mind a pártállam magyar vezetése, mind a Szovjetunió kategorikusan letagadta.
Rimnert 1980 őszétől kezdte figyelni az elhárítás, miután élettársa szakításuk után elpanaszolta egy rendőrismerősüknek, hogy szerinte volt párja „az araboknak kémkedik”, és ezt a rendőr egy jelentésében leírta, mely eljutott a kémelhárításhoz is. 1981-ben bekövetkezett lebukásáig folyamatosan küldte jelentéseit a CIA-nek. A nyílt utcán, séta közben tartóztatták le: két férfi hátulról a hóna alá nyúlt, kiemelték, a védekezni képtelen férfit a mellettük lefékező BMW hátsó ülésére dobták, ráültek, majd egyenesen Rimner lakásához hajtottak, ahol már egy komplett elhárítóegység várta őket, mely megérkezésük után házkutatást tartott. A házkutatás során megtalálták a lakásán a vegyindigót, valamint egy tőr nyelében elrejtett mikrofilmolvasó berendezést is. Ez utóbbi tárgyi bizonyítékot perét követően a Bűnügyi Múzeumban állították ki.
Rimner kihallgatásain alkalomszerűen jelen volt egy szovjet tiszt is. Amikor védőválasztásra került a sor, családja ügyvéd barátját nevezte meg. Az illető rövidesen az ügy negyedfokú vádlottja lett. Védőt ezek után – a többi kémkedéssel vádolt személy eljárásaihoz hasonlóan – csak a BM által jóváhagyott, megbízható ügyvédeket tartalmazó listáról választhatott. A kiválasztottak között szerepelt a később Belovai Istvánt is képviselő dr. Mály József. A hatóságok 1981. május 14-ével kelt határozattal kobozták el szülei tihanyi nyaralóját.
1981. október 6-án, zárt feljebbviteli tárgyaláson dr. Korda György hadbíró ezredes helyben hagyta az elsőfokú ítéletet; kémkedésért 12 évi fegyházra, mellékbüntetésként teljes vagyonelkobzásra ítélte, valamint tíz évre eltiltotta a közügyek gyakorlásától. Feleségét mint másodrendű vádlottat bűnsegédi minőségében két év szabadságvesztésre ítélték. Rimnert büntetésének letöltésére a Kozma utcai fegyházba szállították, ahol a 105-ös cellában helyezték el. „Különösen veszélyes politikai bűnöző”-ként tartották nyilván.
1990 tavaszán szabadult, jó magaviseletéért büntetéséből elengedtek három évet. Szabadulása óta négy eredménytelen kegyelmi kérvényt nyújtott be a köztársasági elnöknek. 1998. március 11-én kelt levelében azzal a kéréssel fordult Javier Solana akkori NATO-főtitkárhoz, hogy még Magyarország teljes jogú tagként való csatlakozása előtt járjon közben a magyar kormánynál, rehabilitációjuk elősegítése érdekében.
1999. január 20-án a másik exkémmel, Halmi Zoltánnal közösen tettek eleget a tv2 egy reggeli műsorába szóló meghívásnak. Tíz nappal később mindketten rosszul lettek, s mindketten a szívinfarktus jellemző tüneteit mutatták. Rimner Gábor fiatalabb, ellenállóbb szervezete volt a szerencsésebb, Halmi infarktusa végzetesnek bizonyult. Rimner meggyőződése, hogy az ott fogyasztott étellel, illetve itallal juttathatták szervezetükbe az infarktust előidéző méreganyagot.
Rimner 2002-ben nyerte vissza teljes körű állampolgári jogait, majd 2007-ben A hazáért érdemrenddel is kitüntették, de a vele járó életjáradékra nem volt jogosult, mert nem rehabilitálták az 1981-es ítélet után.